# 托马斯·耶克尔
托马斯·耶克尔（德語：Thomas Jaekel，1959年2月21日—），德国男子赛艇运动员。他曾代表西德参加世界赛艇锦标赛，获得一枚金牌和一枚银牌，均来自男子轻量级四人单桨无舵手项目。